# Elizabeth Mosquera
Ana Elizabeth Mosquera Gómez (sinh ra tại Maracaibo, Venezuela ngày 16 tháng 3 năm 1991, và lớn lên ở Valera, Trujillo, Venezuela) là Hoa hậu Venezuela đăng quang Hoa hậu Quốc tế ngày 7 tháng 11 năm 2010, tại Thành Đô, Trung Quốc. Mosquera đã đăng quang Hoa hậu Venezuela Quốc tế 2009 trong cuộc thi Hoa hậu Venezuela 2009, ngày 24 tháng 9 năm 2009, khi cô đại diện tiểu bang Trujillo. Cô học kỹ thuật dân dụng tại Đại học Zulia., cô cao 177 cm (5'9 0,5 ") và các số đo các vòng là 89-58-89.
Mosquera cũng đại diện cho Venezuela tại cuộc thi Hoa Internacional del Reinado 2010 Café, ở Manizales (Colombia), trên 09 Tháng một năm 2010, nơi cô đạt vị trí thứ 3.